# Mercedes-AMG GT Coupé 4
La Mercedes-AMG GT Coupé 4, chiamata anche Mercedes-AMG GT 4-Door Coupé (nome in codice X290), è un'autovettura di segmento E prodotta dalla casa automobilistica tedesca Mercedes-AMG dal 2018, presentata al salone di Ginevra.
A giugno 2022 subisce un primo leggero restyling, seguito da un secondo nel marzo 2023.

## Versioni

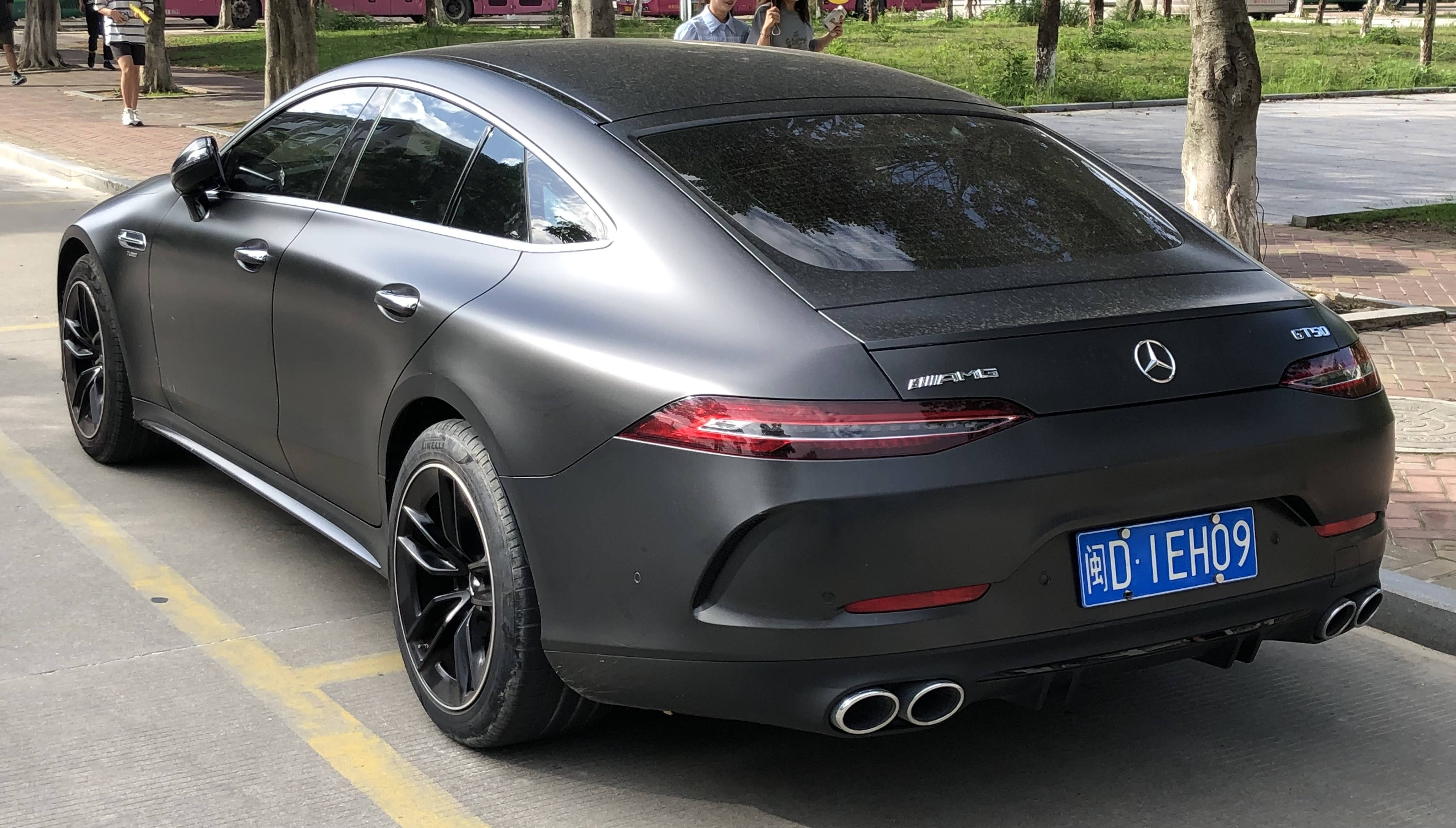
GT 50 4MATIC+

### Mercedes-AMG GT 43 4MATIC+ & Mercedes-AMG GT 50 4MATIC+
La GT 43 rappresenta la variante di ingresso della Mercedes-AMG GT 4-Door Coupé, essa è dotata di un motore da 3.0 litri a 6 cilindri in linea turbo e con la trazione 4Matic+ un motore elettrico da 22 CV. Il motore produce 369 CV (286 kW) più 22 CV dell'elettrico e 502 N·m di coppia, accelera da 0 a 100 km/h in 4,9 secondi e raggiunge una velocità massima di 270 km/h.
La versione GT 50 è realizzata e disponibile solamente per la Cina.

### Mercedes-AMG GT 53 4MATIC+

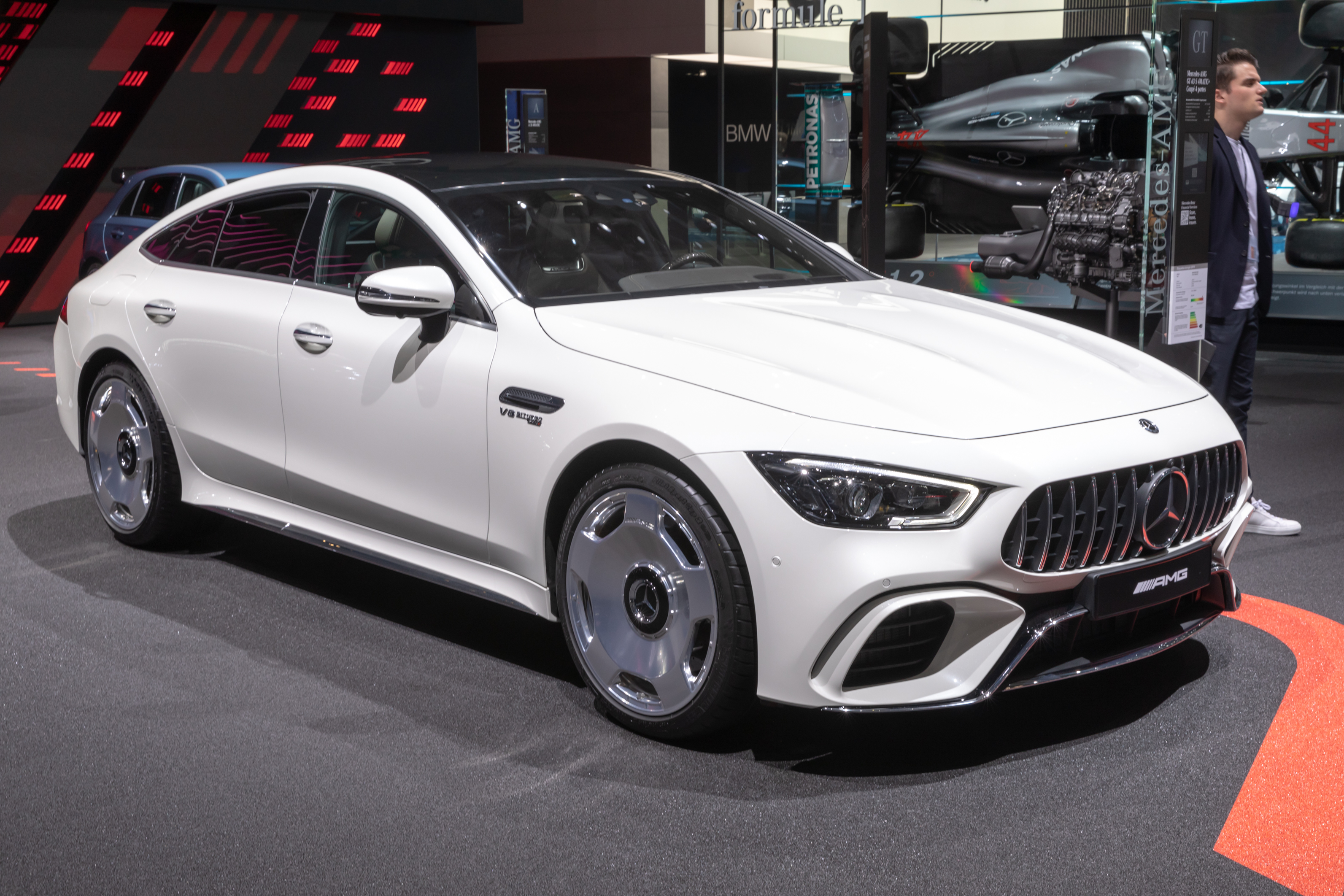
GT 53 4MATIC+

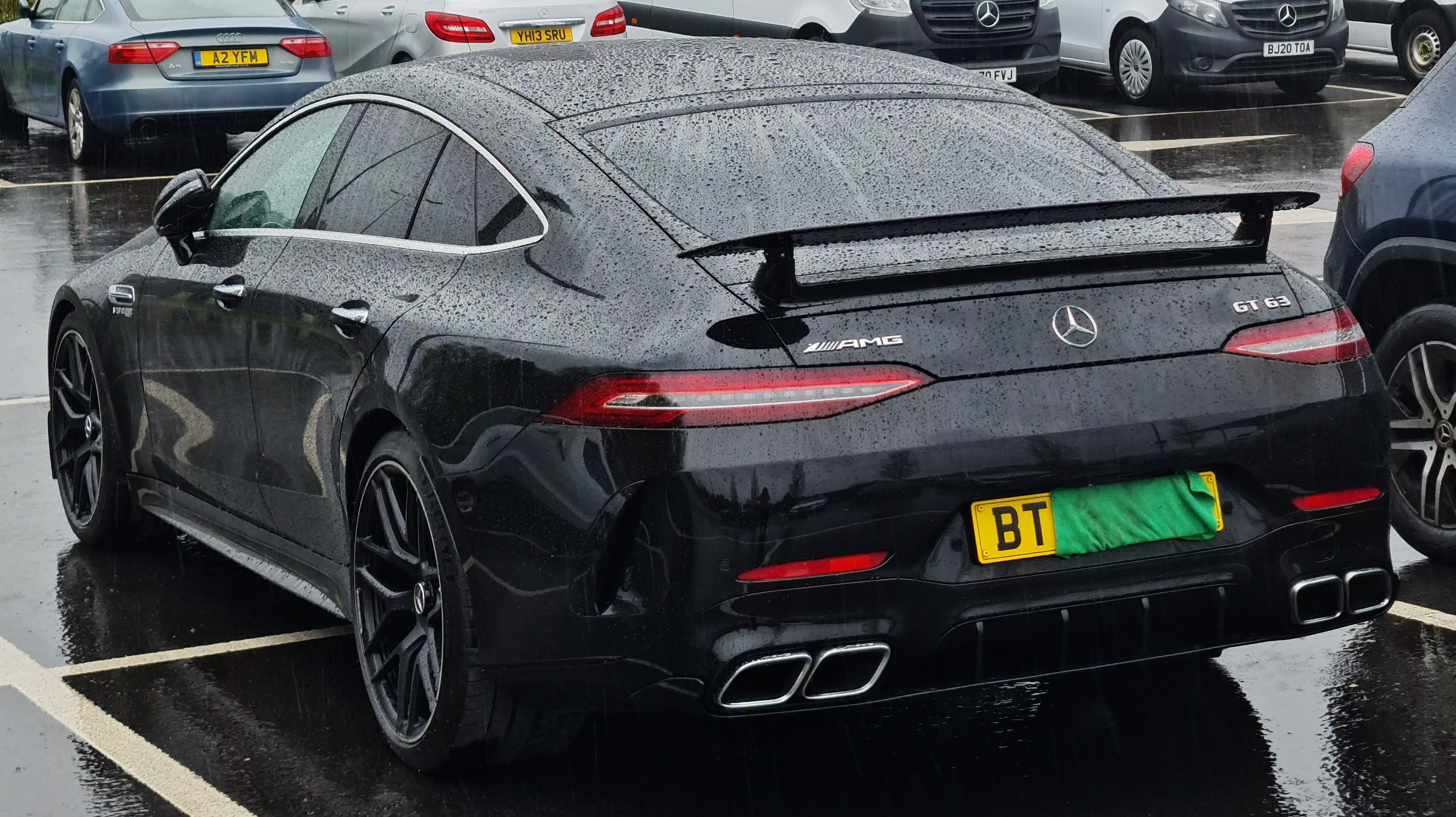
GT 63 4MATIC+

La GT 53 è la versione più potente della GT 43, è dotata anch'essa dello stesso motore da 3.0 litri a 6 cilindri in linea turbo abbinato ad una unità elettrica e con la trazione 4Matic+. Il motore termico è stato portato a 435 CV, alzando la potenza complessiva a 457 CV (336 kW) e 750 N·m di coppia, accelera da 0 a 100 in 4 secondi e raggiunge una velocità massima di 320 km/h.

### Mercedes-AMG GT 63 4MATIC+
La GT 63 è una variante ad alte prestazioni e meglio equipaggiata della GT 4-Door e monta il motore V8 da 4.0 litri bi-turbo e con la trazione 4Matic+. Il motore produce 585 CV (430 kW) e 800 N·m di coppia, accelera da 0 a 100 in 3,3 secondi e raggiunge una velocità massima di 320 km/h.

### Mercedes-AMG GT 63 S 4MATIC+

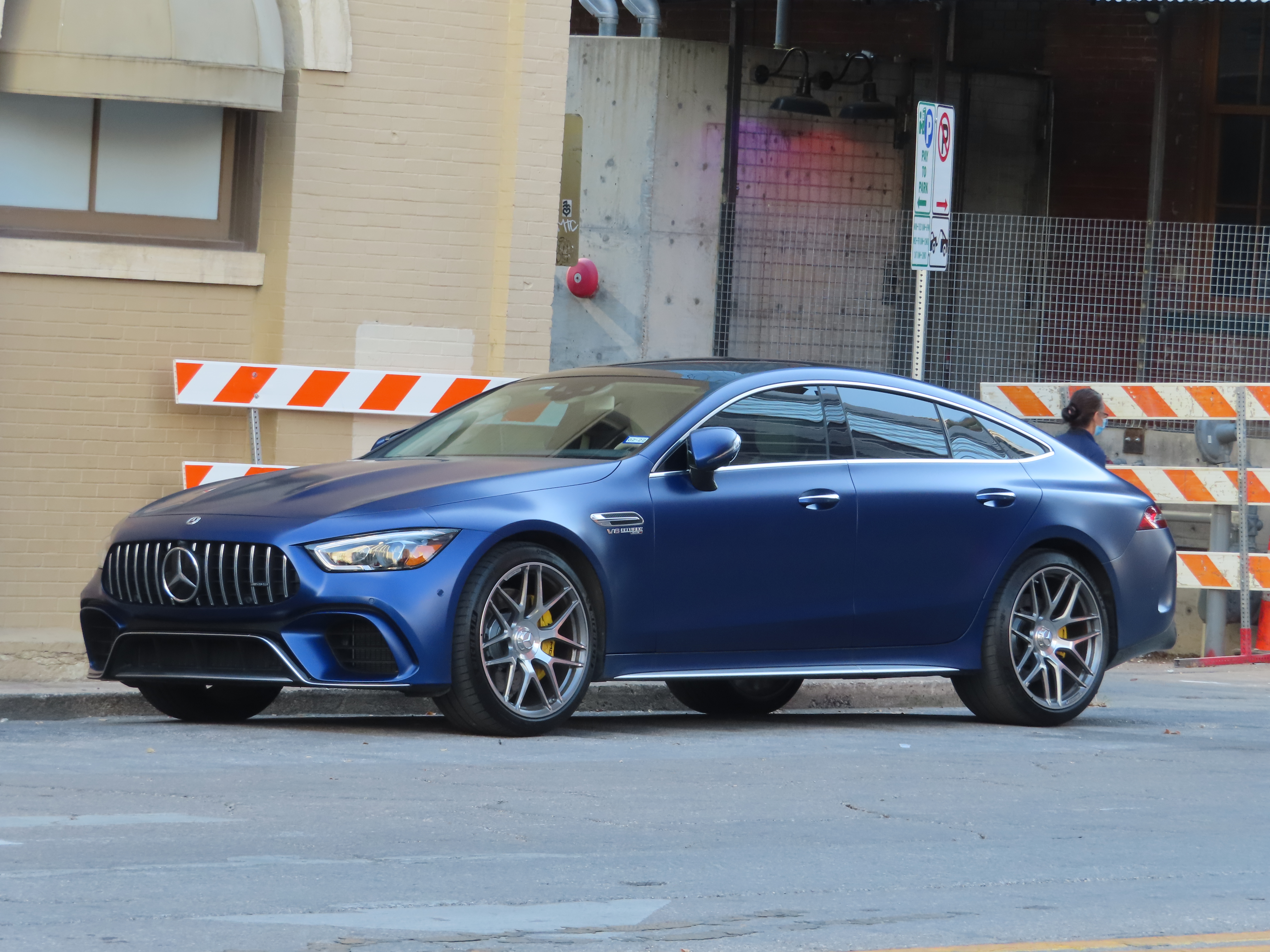
63 S 4MATIC+

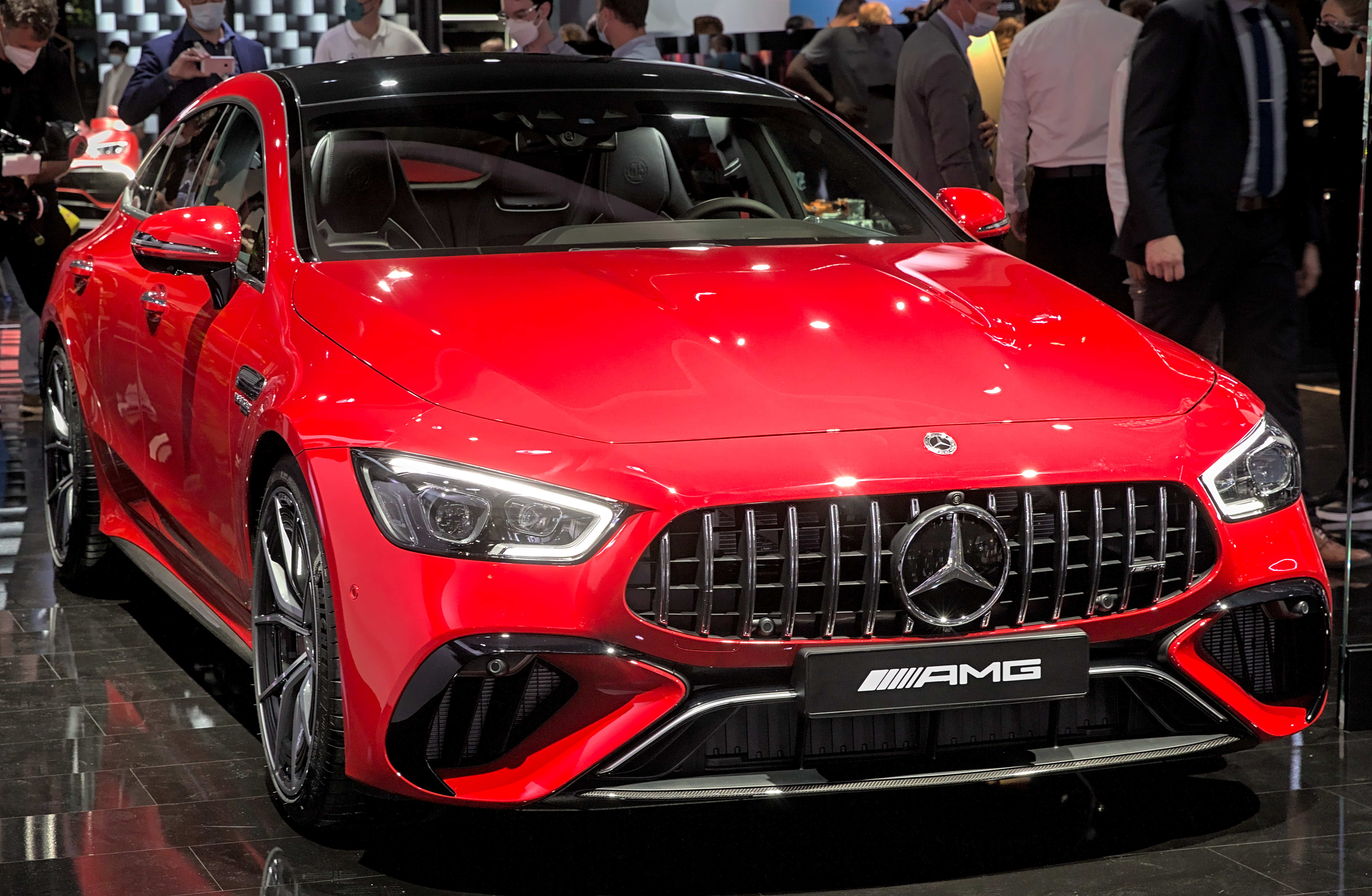
63 S E Performance

La GT 63S è la variante top di gamma della GT 4-Door Coupé, essa è equipaggiata con lo stesso motore V8 da 4.0 litri bi-turbo della variante 63, ma riceve un'ulteriore messa a punto che gli consente di raggiungere i 639 CV (470 kW) e 900 N·m di coppia, accelera da 0 a 100 in 3,2 secondi e raggiunge una velocità massima di 330 km/h.

### Mercedes-AMG GT 63 S E-Performance 4MATIC+
La GT 63S E-Performance 4MATIC+ Hybrid è una vettura ibrida plug-in, variante top di gamma della GT 4-Door. Posizionato anteriormente monta lo stesso motore V8 bi-turbo da 4.0 litri della versione GT 63 S, con, abbinato al propulsore termico, un motore elettrico di derivazione Formula 1 dalla capacità di 6,1 kWh. La potenza complessiva è di 843 CV con una coppia di 1470 N·m. Le GT 63 S E-Performance scatta da 0 a 100 km/h in 2,9 secondi, da 0 a 200 km/h in meno di 10 secondi e raggiunge una velocità massima di 316 km/h. In modalità completamente elettrica può percorrere fino a 12 km e raggiungere una velocità di 130 km/h.